# Giovanni Antonio Scaramuccia
Giovanni Antonio Scaramuccia (Montecolognola, 1570-1633) est un peintre italien baroque qui a été actif à la fin du XVIe et au début du XVIIe siècle.

## Biographie
Il fut élève du Pomarancio.
Son fils Luigi Pellegrini Scaramuccia (1616 - 1680) a été peintre et aussi un biographe de son temps.
Giovanni Domenico Cerrini fut un de ses élèves.

## Œuvres
- Transfiguration du Christ
- Repos pendant la fuite en Égypte (1606-1610), église San Francesco, Pergola[3].
- Vierge en gloire avec l'Enfant et saints (1617), cathédrale san Lorenzo, Pérouse.
- La Vierge assise tenant l'Enfant Jésus sur le genou gauche, musée du Louvre, Paris.